# The Pleasure Garden
The Pleasure Garden é um filme de drama mudo de 1925 dirigido por Alfred Hitchcock, em sua estreia como diretor. Baseado no romance de Oliver Sandys, o filme gira em torno de duas garotas de um coro no Teatro Pleasure Garden, em Londres, e seus relacionamentos problemáticos.

## Enredo
Patsy e Jill trabalham como dançarinas em uma casa chamada Pleasure Garden. Elas namoram Levett e Hugh, soldados britânicos que cuidam de colônias nos Trópicos. Quando eles viajam pelo trabalho, Jill se esquece facilmente de Hugh e passa a prestar outro tipo de trabalho para os clientes da casa.

## Elenco
- Virginia Valli como Patsy Brand
- Carmelita Geraghty como Jill Cheyne
- Miles Mander como Levet
- John Stuart como Hugh Fielding
- Ferdinand Martini como senhor Sidey
- Florence Helminger como senhora Sidey
- Georg H. Schnell como Oscar Hamilton
- Karl Falkenberg como príncipe Ivan